# Paroedura sanctijohannis
Espèce
Statut de conservation UICN

 EN B1ab(iii)+2ab(iii) : En danger
Paroedura sanctijohannis est une espèce de geckos de la famille des Gekkonidae.

## Répartition
Cette espèce est endémique de l'archipel des Comores.

## Publication originale
- Günther, 1879 : On mammals and reptiles from Johanna, Comoro Islands. Annals and magazine of natural history, ser. 5, vol. 3, p. 215-219 (texte intégral).